# Оскар-Губерт Деннгардт
Оскар-Губерт Деннгардт (нім. Oskar-Hubert Dennhardt; 30 червня 1915, Маркранштедт — 19 червня 2014, Шмальфельд) — німецький офіцер, майор вермахту (1 листопада 1943), бригадний генерал бундесверу. Кавалер Лицарського хреста Залізного хреста з дубовим листям.

## Біографія
В 1934 році вступив в 11-й піхотний полк. З серпня 1939 року — командир 9-ї роти 53-го піхотного полку 14-ї піхотної (з 15 жовтня 1940 року — мотопіхотної) дивізії. Учасник Польської кампанії. Під час Французької кампанії — ад'ютант 1-го батальйону свого полку. З 1 грудня 1940 року — командир 14-ї роти. З червня 1941 року брав участь в Німецько-радянській війні. 24 серпня 1941 року важко поранений. З 25 березня 1942 року — командир 3-го батальйону свого полку. У вересні 1942 року знову поранений. З 1 вересня 1942 року — командир 2-го батальйону 11-го гренадерського полку, а 21 січня 1944 року очолив весь полк. Відзначився у боях під Вітебськом.З липня 1944 року — ад'ютант штабу 561-ї народно-гренадерської дивізії, з 5 лютого по 19 березня 1945 року командував 1143-м гренадерським полком. Відзначився у боях під Кенігсбергом. Був поранений і евакуйований в Шлезвіг, де в шпиталі був взятий в полон британськими військами. 15 грудня 1955 року вступив в бундесвер. 30 червня 1971 року вийшов у відставку.

## Нагороди
- Медаль «За вислугу років у Вермахті» 4-го класу (4 роки; 28 травня 1938)
- Залізний хрест
  - 2-го класу (2 червня 1940)
  - 1-го класу (8 вересня 1940)
- Нагрудний знак «За поранення»
  - в чорному (26 серпня 1941)
  - в сріблі (29 серпня 1942)
  - в золоті (5 жовтня 1942)
- Штурмовий піхотний знак в бронзі (1 травня 1942)
- Медаль «За зимову кампанію на Сході 1941/42» (3 серпня 1942)
- Німецький хрест в золоті (12 лютого 1943)
- Нагрудний знак ближнього бою
  - в бронзі (6 грудня 1943)
  - в сріблі (15 квітня 1945)
- Сертифікат Пошани Головнокомандувача Сухопутних військ Вермахту (25 січня 1944)
- Лицарський хрест Залізного хреста з дубовим листям
  - лицарський хрест (17 березня 1944)
  - дубове листя (№870; 9 травня 1945)
- Орден «За заслуги перед Федеративною Республікою Німеччина», офіцерський хрест (10 травня 1971)